# C. von Dornau
C. von Dornau (Pseudonym für Charlotte von Schauroth, * 12. August 1866 als  Elisabeth Wilhelmine Charlotte Laue in Magdeburg; † 1. Mai 1945 in Gotha) war eine deutsche Schriftstellerin.

## Leben
C. von Dornau wurde als Tochter des Kaufmanns Wilhelm Heinrich Adolf Laue und der Charlotte Louise Klara geb. Rüdiger geboren und heiratete am 10. Oktober 1892 den Hauptmann Friedrich Carl Alexander Freiherr von Schauroth (* 7. Dezember 1855 in Gotha). Sie lebte nach 1900 in Groß-Lichterfelde bei Berlin. In den Vierzigerjahren war sie in Gotha ansässig. Sie war Verfasserin einer Reihe von – vorwiegend humoristischen – Unterhaltungsromanen.

## Werke
| - Das Kuckucksei. Berlin 1900. - Hohe Schule. Dresden 1901. - Die Siegerin. Berlin 1904. - Grad dör! Berlin 1905. - Das Licht. Dresden 1905. - Unfrei. Berlin u. a. 1905. - Kameraden. Berlin 1908. - Gäste auf Ober-Friebach. Berlin 1909. | - Die Wunderblume. Berlin 1911. - Briefe einer angehenden Schwiegermutter. Berlin 1912. - Der heilige Strom. Leipzig 1913. - Burg Tresa. Leipzig 1914. - Hahn im Korbe. Leipzig 1915. - Killmans mit'm Strich. Leipzig 1915. - Ich will's. Leipzig 1916. - Die Vetternreise. Leipzig 1917. | - Eulenspiegel. Leipzig 1920. - Das gestohlene Ich. Leipzig 1922. - Ich weiß warum! Leipzig 1922. - Der Klecks. Leipzig 1924. - Leupold's selige Witwe. Leipzig 1925. - Ripperchen. Leipzig 1926. - Friedel wagt es! Leipzig 1927. |

## Rezensionen
Zu einem ihrer Bücher heißt es in der Monatszeitschrift Die Literatur von 1915: „C. von Dornau wäre ein schlechter Drahtzieher, wenn sie die hübschen Figürchen ihrer Puppenschachtel nicht tüchtig durcheinanderzappeln lassen könnte, daß der Leserin vor Spannung das Herz puppert und sie doch im Grunde das beruhigte Gefühl hat: es muss gut ausgehen.“